# Peter Christensen (polityk)
Peter Christensen (ur. 23 kwietnia 1975 w Sønderborgu, zm. 6 lutego 2025) – duński polityk, parlamentarzysta, w 2011 minister ds. podatków, od 2015 do 2016 minister obrony.

## Życiorys
Z wykształcenia elektryk. Zaangażował się w działalność polityczną w ramach liberalnej partii Venstre, w latach 1999–2001 kierował jej organizacją młodzieżową Venstres Ungdom. W wyborach w 2001 uzyskał mandat posła do Folketingetu. Ponownie wybierany w 2005, 2007 i 2011, zasiadał w duńskim parlamencie do 2015.
Od marca do października 2011 był ministrem ds. podatków w pierwszym rządzie Larsa Løkke Rasmussena. We wrześniu 2015 dołączył do drugiego gabinetu tegoż premiera jako minister obrony i współpracy nordyckiej. Zastąpił Carla Holsta, który podał się do dymisji po około trzech miesiącach urzędowania. Zakończył pełnienie tej funkcji w listopadzie 2016.
W 2012 został odznaczony Orderem Danebroga III klasy.